# Château de Saint-Michel-de-Lanès
Le château de Saint-Michel-de-Lanès se trouve sur la commune de Saint-Michel-de-Lanès, dans le département de l'Aude, en France.

## Historique
Origine du patronyme: San Michael de Lunes
Château médiéval à proximité de l'église, disparu: famille Lenoir de Saint-Michel et famille d'Araih, XIIe siècle et XVIe siècle.
Château XVIIIe : propriété successive du baron de Saint-Michel et comte de Polastron, famille Ardenne, Auguste Ardenne maire de Saint-Michel-de-Lanès en 1870, début XXe, Comtesse de Monts, proche parente des Ardenne
Le château de Saint-Michel-de-Lanès aurait appartenu au baron de Saint Michel et de Polastron, père de Yolande de Polastron, amie de la reine Marie Antoinette et de la duchesse de Polignac. 
Le parc à l'anglaise est bordé par l'Hers-Mort, rivière du Lauragais. Le château au toit d'ardoise offre l'image d'une demeure harmonieuse bien que transformée au fil des générations par des propriétaires soucieux d'apporter une touche originale: têtes de déesses au faîte du toit, grotesques ornant la façade principale, deux tours sans doute du XIXe siècle et une autre médiévale rapportée en 1810 et provenant du château fort du village, disparu depuis plusieurs siècles. Cette tour garde d'ailleurs le souvenir de la baronne Aiceline de Saint-Michel, fondatrice de l'église au clocher mur... légendes ou réalités? 
Il appartient depuis 1996 au vicomte et à la vicomtesse Vincent de la Panouse qui l'habitent à plein temps et ne cessent de l'entretenir.